# Zafar Guliev
Zafar Safar ogly Guliev (in russo Зафар Сафароглы Гулиев?; Lüvəsər, 17 giugno 1972) è un ex lottatore russo, di origini azere, specializzato nella lotta greco-romana.

## Palmarès

### Olimpiadi
- 1 medaglia:
  - 1 bronzo (Atlanta 1996 nei 48 kg)

### Mondiali
- 2 medaglie:
  - 1 argento (Stoccolma 1993 nei 48 kg)
  - 1 bronzo (Praga 1995 nei 48 kg)

### Europei
- 5 medaglie:
  - 3 ori (Istanbul 1993 nei 48 kg; Atene 1994 nei 48 kg; Budapest 1996 nei 48 kg)
  - 1 argento (Besançon 1995 nei 48 kg)
  - 1 bronzo (Copenaghen 1992 nei 48 kg)